# Front du Sud (Syrie)
Pour l’article homonyme, voir Front du Sud.
Le Front du Sud (arabe : الجبهة الجنوبية) était une chambre rebelle d'opérations militaires, formée pendant la guerre civile syrienne et active de 2014 à 2018. Elle était présente dans les gouvernorats de Deraa et de Qouneitra, dans le sud de la Syrie, où elle était la formation rebelle la plus puissante.

## Historique

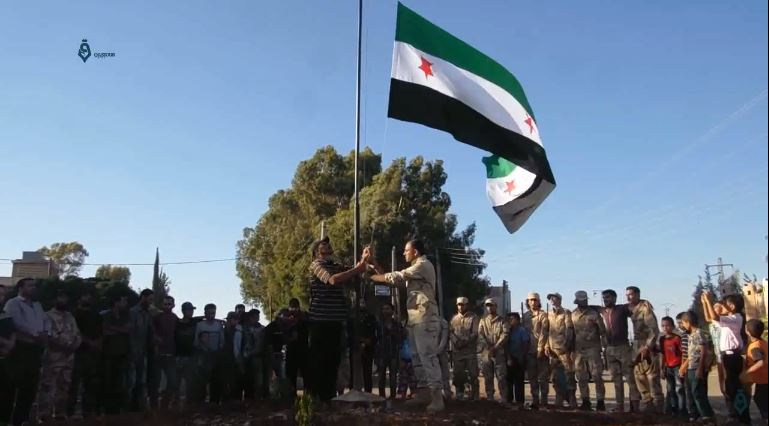
Des rebelles du Front du Sud, près de Deraa, le 22 février 2017.

Le Front du Sud est formé le 14 février 2014 dans le gouvernorat de Deraa. Il est constitué de 55 brigades de l'Armée syrienne libre et 25 000 à 30 000 combattants. Le brigade la plus importante du Front est l'Armée de Yarmouk de Bachar al-Zoubi, qui compte à elle seule 4 000 à 5 000 hommes,,. Fin 2015, selon le chercheur américain Charles Lister, sur les 45 000 combattants que compte l'Armée syrienne libre, 25 000 appartiennent au Front du Sud. Les forces du Front du Sud sont sous le commandement du lieutenant-colonel Majeed al-Sayed Ahmad.
En 2014, le gouvernorat de Deraa est la dernière zone de Syrie où l'Armée syrienne libre demeure la force rebelle dominante. Selon Antoine Ajoury, journaliste de L'Orient-Le Jour, l'ASL compte 25 000 hommes dans ce gouvernorat, contre 3 000 à 4 000 pour le Front al-Nosra.
L'agence Reuters indique également que selon plusieurs spécialistes, dont un responsable des services de renseignement américains, « les brigades du Front du Sud sont effectivement plus fortes que les djihadistes dans la région ». Les deux mouvements combattent ensemble le régime syrien, cependant vers avril 2015, le Front du Sud publie un communiqué dans lequel il condamne l'idéologie d'al-Nosra et déclare rejeter toute coopération avec lui.
En octobre 2016, le chercheur Ziad Majed chiffre les effectifs du Front du Sud à 20 000 hommes.
En juillet 2018, la reconquête des gouvernorats de Deraa et de Qouneitra par l'armée arabe syrienne met fin aux activités de cette chambre d'opérations,,.

## Soutiens
Le Front du Sud est soutenu principalement par la Jordanie, l'Arabie saoudite et les États-Unis. Selon Foreign Policy, entre 2013 et 2018, pour contrer les milices chiites pro-iraniennes et l'État islamique, Israël fournit également des armes, des véhicules et des salaires aux combattants d'au moins douze groupes de l'Armée syrienne libre et du Front du Sud, notamment Forsan al-Jolan, Joubata al-Khachab et Liwaa Omar ibn al-Khattab,.

## Relations et réactions internationales
Le 18 novembre 2015, 22 chefs de groupes rebelles du Front du Sud postent un message vidéo sur Facebook et YouTube ; ils affirment avoir été bombardés par l'aviation russe, ils condamnent les attentats du 13 novembre 2015 à Paris mais s'inquiètent de ses conséquences qui semblent alors se traduire par un rapprochement des Occidentaux avec la Russie, alliée au régime de Bachar el-Assad.

## Composition

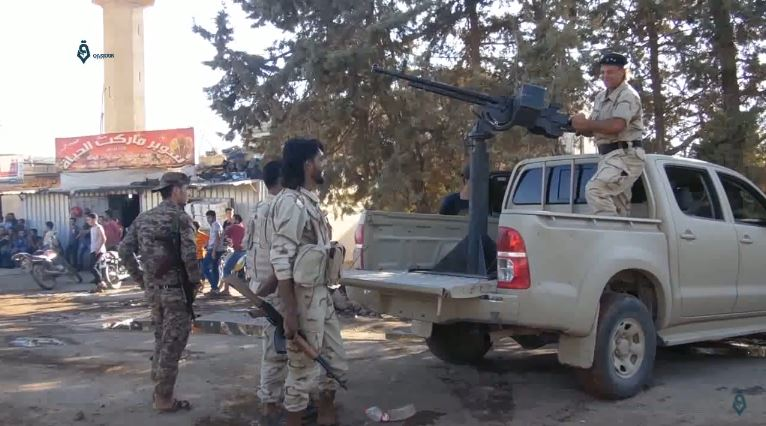
Des rebelles du Front du Sud, près de Deraa, le 22 février 2017.

Le Front du Sud regroupe une cinquantaine de brigades dans les gouvernorats de Deraa, Qouneitra et Damas,,,, :
- L'Armée de Yarmouk
- La Force du Martyr Ahmed al-Abdo
- 1er Corps (en)
- Jaych Ossoud al-Charkiya
- L'Armée des tribus libres
- La 46e Division d'infanterie (en)
- Furqat al-Ashaer
- Le 1er Régiment d'Artillerie
- Furqat al-Hamza
- Jaych al-Ababil (en)
- Furqat Fajr al-Thawid
- Furqat Usud al-Sunna
- Alwiyat al-Omari (en)
- Furqat Sallahudeen
- Jaych al-Janoob
- Furqat al-Moutazz Billah
- Liwa Tawhid Kataeb Horan
- Liwa Shuhada al-Islam
- Furqat Fallujah Horan
- Liwa Ahfad al-Rasul
- Liwa Mujahidin al-Sanamayn
- Furqat al-Qadsidiyah
- Furqat Fajr al-Islam (en)
- Furqat Ahrar Nawa
- Liwa Muhajerin wal Ansar (en)
- Furqat Amoud Horan (en)
- 69e Division des Forces spéciales
- Alwiyat al-Qasioum
- Alwiyat Saif al-Cham
- Front révolutionnaire syrien
- Jabhat al-Cham Muwahadah (en) (Front uni du Cham)
- Liwa Shabab al-Sunna (en)
- Conseil militaire du Kuneitra (en)
- Brigade du Bas-Qalamoun
- Division du 18 mars (en)
- 1re Division commando
- Brigade al-Ezz bin Abdessalam
- Brigade Karama
- Jaych al-Tahrir al-Cham
- Brigade Tahrir al-Cham
- Brigade Shuhada de Douma
- Brigade de Moudjahidines de la Ghouta
- 11e Division
- Brigade des martyrs de Damas
- Brigade des martyrs de Yarmouk (Cette brigade est exclue du Front du Sud au printemps 2015, accusée d'avoir secrètement prêtée allégeance à l'État islamique, ce qu'elle nie)[19].
- Brigade des Boucliers d'al-Lajat
- Brigade al-Haramein al-Sharifein
- Brigade Habib
- Bataillon Bunyan
- Brigade Tempête Horan
- Bataillon Tebarek Rahman
- Bataillon Tawhid al-Lajat
- 1er Régiment de cavalerie
- 2e Régiment de cavalerie
- Bataillon al-Moutassem Billah
- Brigade Homs al-Walid
- Brigade Ahfad ibn al-Walid
- Brigade des Martyrs de Horan
- Bataillon Ahrar de l'Ouest